# Jean-Michel Goudard
Pour les articles homonymes, voir Goudard.
Jean-Michel Goudard est un publicitaire français né à Montpellier le 13 novembre 1939 et mort le 3 novembre 2020 à Neuilly-sur-Seine.

## Biographie
Il est diplômé de HEC en 1962, officier de Marine en 1964, brand manager chez Procter et Gamble en 1965, directeur général de Young and Rubicam France en 1970.
En 1975, il fonde avec Bernard Roux, Jacques Séguéla et Alain Cayzac l'agence RSCG (il est la lettre « G »), dont il crée le réseau international. En 1978, il fait la campagne législative de Jacques Chirac : « Oui à la France qui gagne » pour le RPR, avec Bernard Brochand. Pour le même Jacques Chirac, il crée, en 1986, la campagne « Vivement Demain » et publie, en réaction aux émissions télé et aux mémoires qui racontent des succès pas toujours réels, « Je vous salue fiascos ». En 1988, Jacques Chirac, Premier ministre, lui demande de prendre en charge la communication de sa campagne présidentielle, qu'il ne remporte finalement pas. En 1991, il devient président international de Euro-RSCG puis, en 1995 ; il fait la nouvelle campagne présidentielle de Jacques Chirac « La France pour tous », soumettant le candidat RPR à du media training par le consultant américain Roger Ailes. Elle est victorieuse.
Après l'élection de Jacques Chirac, il quitte Euro-RSCG et la France. Il s'installe pour dix ans à New York afin de présider BBDO International. Il prend sa retraite en avril 2006 pour faire la campagne présidentielle de Nicolas Sarkozy. Auteur du slogan politique « Ensemble tout devient possible » (il avait proposé « Ensemble, tout est possible », ce à quoi Nicolas Sarkozy rajoute le « devient »), il se retire en Suisse, à Rolle (canton de Vaud) immédiatement après sa victoire en 2007. Devenu président, celui-ci le rappelle en 2008. Il rentre en France et devient conseiller du président de manière bénévole. Il invente le slogan politique de Nicolas Sarkozy pour la campagne de l'élection présidentielle de 2012 en France, « La France forte », et fait partie de l'équipe stratégique du candidat.
Il est atteint de pemphigus, une maladie qui ronge le derme.
Le 3 juin 2015, il est entendu dans l'enquête sur l'affaire des sondages de l'Élysée. Ces investigations portent sur la régularité des contrats conclus sous le quinquennat de Nicolas Sarkozy entre l'Élysée et neuf instituts de sondage, notamment la société Publifact de Patrick Buisson. La garde à vue est levée le jour-même au soir. Le 3 février 2016, il est mis en examen dans le cadre de cette affaire.
Il conseille la candidate LR Rachida Dati lors de sa campagne municipale pour Paris début 2020.
Il meurt en novembre 2020. Il est inhumé à Mudaison (Hérault).

## Dans la fiction
- 2013 : dans le téléfilm La Dernière Campagne, son rôle est interprété par Christian Drillaud.